# Орлова, Александра Андреевна
Александра Андреевна Орлова (род. 28 августа 1997 года) — российская фристайлистка.

## Карьера
В 14 лет дебютировала на этапе взрослого Кубка Европы в Финляндии, где стала третьей.
В марте 2012 года на чемпионате России по лыжной акробатике стала третьей, опередив более опытных оппоненток.
В сезоне-2012/13 выиграла несколько соревнований континентального уровня, в том числе этап Кубка Европы в Вальмаленко. Там же в марте 2013 года удостоилась «бронзы» юниорского чемпионата мира по фристайлу.
В январе 2014 года дебютировала на этапе Кубка мира и показала 15-й результат. А уже на следующем этапе в Канаде Орлова заставила всерьёз заговорить о появлении новой звезды в лыжной акробатике. Ей удалось занять пятое место и завоевать путёвку на Олимпиаду.
На Олимпиаде-2014 была 20-й в акробатике.
Пробились в финал соревнований по фристайлу на Олимпийских играх в корейском Пёнчхане-2018.
Мастер спорта России.